# 多多那
在希腊神话中，多多纳神木 来自于多多纳地区一颗神圣的橡树，雅典娜女神曾亲自取下这橡树的枝干做成女神的塑像安置在船尾处，于是这尊圣木做成的雕像便成为了阿耳戈船的灵魂，使得船有了生命。女神通过这尊塑像向船员们说话，而塑像便成为了女神指点帮助众英雄的媒介。